# Sarinda atrata
Sarinda atrata là một loài nhện trong họ Salticidae.
Loài này thuộc chi Sarinda. Sarinda atrata được Władysław Taczanowski miêu tả năm 1871.